# АЕС Ремершен
Атомна електростанція Ремершен (нім. Kernkraftwerk Remerschen) мала бути побудована в муніципалітеті Ремершен у Люксембурзі. Після мораторію в 1977 році і після аварії на атомній електростанції Три-Майл-Айленд в 1979 році плани щодо будівництва станції більше не здійснювалися.

## Історія
На початку 1973 року вперше була розглянута ідея будівництва атомної електростанції в Люксембурзі. Ідея будівництва атомної електростанції на Мозелі вже кілька разів обговорювалася в попередні роки, особливо після того, як Люксембургу довелося відмовитися від будівництва нафтової електростанції на Мозелі через розвиток країни та нафтової кризи, тому атомна електростанція здавалася більш економічною альтернативою. Співпраця з Францією щодо будівництва спільної атомної електростанції в цьому регіоні провалилася в попередні роки через відсутність інтересу Франції. Уряд Люксембургу доручив державному постачальнику енергії Société électrique de l'Our визначити, чи буде будівництво атомної електростанції необхідним для покриття очікуваних енергетичних потреб Великого Герцогства. До питання також долучилося Міністерство енергетики Люксембургу. 16 липня 1973 року після угоди з урядом Люксембургу, Rheinisch-Westfälische Elektrowerk (RWE) також було залучено до досліджень з метою вивчення доцільності будівництва реакторного блоку потужністю 1200 МВт для Люксембургу з акцентом на локації Ремершен. З цією метою держава Люксембург і RWE заснували Société Luxembourgoise d'Energie Nucléaire (скорочено SENU) як спільну компанію-спонсора. У травні 1974 року швейцарська інженерна компанія Motor-Columbus отримала замовлення від Міністерства охорони здоров'я та охорони навколишнього середовища для перевірки локації Ремершен на придатність.
Система була виставлена на міжнародний тендер у 1974 році. Пропозиції переглянули та відібрали інжинірингові компанії Lahmeyer International з Франкфурта-на-Майні та Tractionel. На початку 1975 року спільне підприємство-постачальник реакторів Brown, Boveri & Cie і Babcock-Brown Boveri Reaktor GmbH надіслало SENA пропозицію щодо реактора з водою під тиском необхідного класу продуктивності для Ремершен. Проект був розроблений відповідно до технічних стандартів, які також були запропоновані для австрійської АЕС Штайн і обговорювалися для радянської Калінінградської АЕС з 1974 року. У той же час інший проект атомної електростанції у Франції поблизу Сенціха поставив проект у Ремершені в біду. Два регіональні парламенти Лотарингії схвалили будівництво атомної електростанції Каттеном, яка була розташована в безпосередній близькості від запланованих об'єктів у Ремершен. Люксембург і Саар розраховували, що Франція координуватиме проекти з Німеччиною.
Незважаючи на можливу невизначеність щодо Каттеном, 17 червня 1975 року SENU видав декларацію про намір замовити реакторну установку потужністю 1300 МВт у консорціуму BBC-BBR. Однак передумовою для будівництва був такий же склад консорціумів постачальників, як і для ідентично побудованої атомної електростанції Mühlheim-Kärlich, а також участь держави Люксембург у процесі затвердження місця розташування. Останній пункт, зокрема, був політичним питанням, оскільки до цього моменту не існувало законодавства щодо будівництва ядерних об’єктів у Люксембурзі, але цю процедуру все одно могло здійснити Міністерство охорони здоров’я та Охорона навколишнього середовища. Для цього головними експертами було призначено TÜV Rheinland та Інститут безпеки реакторів. По-друге, укладення договору купівлі-продажу в кінцевому підсумку залежало від дослідження об’єкта, яке на той час ще тривало, і дало позитивний результат щодо придатності. Також юридичний інтерес становило питання відбору охолоджувальної води з Мозеля, яке вимагало узгодження між двома державами в договорі про кордон між Нідерландами та Пруссією від 26 червня 1816 року. Як правонаступники, це торкнулося Люксембургу та Саару, які повинні були погодити це. Відповідна заява з цього приводу була подана SENU 9 червня 1975 року, заявка на забір води в обидві країни, а заявка на дозвіл на будівництво в Люксембурзі була подана до міністерства 20 серпня 1975 року.
Згідно зі статусом на кінець 1975 року, рішення про придатність місця розташування та відповідне погодження від Ради Міністрів очікувалося навесні 1976 року. Переговори про участь держави Люксембург у фінансуванні атомної електростанції в Ремершені мали початися і завершитися влітку 1976 року. Таким чином, найраніша можлива дата введення в експлуатацію була запланована на 1981 рік. Існувала певна невизначеність навколо проекту, особливо щодо можливої конкуренції з планами у Франції. На початку 1976 року генеральний представник французького уряду з енергетичних питань підтвердив остаточні плани щодо Каттенома, що зазнало різкої критики, зокрема з боку Люксембургу. Тому обидві країни створили спільну робочу групу для планування Каттеном для обговорення розбіжностей. Але були також додаткові проблеми щодо Ремершен. Оскільки станція мала бути побудована відповідно до німецьких стандартів безпеки, наслідки німецьких інституцій щодо встановлення правил безпеки після коригувань через конфлікт навколо АЕС Wyhl полягали в тому, що наприкінці 1976 року загальна затримка проекту була очікуваною від шести місяців до двох років. Причиною стали необхідні корективи в конструкції. До кінця 1976 року звіт про Motor Columbus був повністю переданий до Міністерства охорони здоров'я та охорони навколишнього середовища, а також позитивний висновок від Комісії Європейського Співтовариства відповідно до статті 37 Договору про Євратом, щоб рішення щодо будівництва від влади Люксембургу було прийнято не раніше першої половини 1977 року, коли Рада Міністрів може відбутися. У звіті Motor-Columbus зроблено висновок, що ділянка Ремершен підходить для будівництва атомної електростанції.
На партійному з'їзді Ліберальної партії Люксембургу 12 листопада 1977 року прем'єр-міністр Люксембургу Гастон Торн висловився за будівництво Ремершен. Це викликало негативну реакцію з боку його партнера по коаліції Люксембурзької соціалістичної партії. Голосуванням у Раді міністрів 11 грудня 1977 року було досягнуто кількарічного мораторію на будівництво атомних електростанцій невеликою більшістю з боку Соціалістичної робітничої партії. Відповідно до цього кроку, найближчим часом не очікується позитивного рішення щодо будівництва АЕС Ремершен. Наприкінці червня 1978 року міністр енергетики оголосив, що проект атомної електростанції в Ремершені буде відкладено на кілька років до подальшого повідомлення. Тому дефіцит електроенергії повинен покриватися за рахунок імпорту електроенергії з Німеччини, Бельгії та Франції. Через аварію на реакторі Three Mile Island у Сполучених Штатах Америки в березні 1979 року RWE більше не продовжувала проект з 1979 року. Після повернення замовлення на ідентичну установку Neupotz A від консорціуму BBC-BBR через відсутність подальших замовлень, тип реактора більше не був доступний для нових будівель і, таким чином, також для атомної електростанції Ремершен.
На заміну атомній електростанції Ремершен Люксембург вирішив побудувати вугільну електростанцію, яка не була побудована. У результаті передчасної зупинки проекту Ремершен у січні 1980 року Франція подала заявку на два додаткових реакторних блоки потужністю 1300 МВт для будівництва в Каттеном, що відхилилося від початкових планів.

## Деталі розташування
Майданчик розташований на лівому березі Мозеля поблизу прикордонного трикутника між Люксембургом, Німеччиною та Францією. АЕС мала бути розташована безпосередньо на Мозелі, який у цьому місці утворює кордон між Люксембургом та Німеччиною. Кордон із Францією проходить приблизно за 1,5 кілометри на південь від станції. Навколишня місцевість злегка горбиста з висотами до 50 або 100 метрів над рівнем річки та лісиста. Навколишня територія переважно сільськогосподарська, на гірських схилах вирощують виноград. Щільність населення навколо цього місця відносно низька для середньоєвропейського рівня. У 1975 році місто Ремершен налічувало майже 600 жителів. Транспортне сполучення системи було вигідним з точки зору автомобільного та водного сполучення, тому для доставки важких комплектуючих було передбачено відповідний причал великої вантажопідйомності. Залізничного сполучення не було і не планувалося.
Вироблена енергія повинна використовуватися як в Люксембурзі, так і в Німеччині.

### Власник і оператор
Власником і оператором мала бути Société Luxembourgoise d'Energie Nucléaire SA (скорочено SENU), у якій RWE належало 50%, а державі Люксембург — інші 50%.  Компанію було засновано 30 січня 1974 року обома договірними партнерами.

### Технології
Реакторний блок атомної електростанції Ремершен повинен був бути оснащений реактором з водою під тиском типу B&W-205, який повинен був досягти валової електричної потужності 1330 МВт при потужності теплового реактора 3760 МВт. Після вирахування власних потреб система повинна видавати 1247 МВт чистої потужності та досягати ефективності 33,2%. Корпус реактора мав бути виготовлений у Сполучених Штатах Америки компанією Babcock & Wilcox. Машинний зал станції з одним турбоагрегатом повинен бути розташований уздовж виробничого напрямку. Для охолодження системи повторне охолодження мало відбуватися через мокру градирню заввишки 160 метрів із природною тягою. Вся система мала бути побудована в основному ідентично атомній електростанції Мюльхайм-Керліх, за винятком кількох оптимізацій. На відміну від оригінальних систем Babcock & Wilcox у США, реакторна система Ремершен була адаптована до вимог німецьких ліцензійних органів. Вимога будувати станцію відповідно до німецьких вимог безпеки, а не проектувати власну, була пов’язана з угодою між Люксембургом і Федеративною Республікою Німеччини, в якій, на прохання уряду Люксембургу, атомна електростанція Ремершен мала стати частиною німецького ланцюжка захоронення відпрацьованого палива. Це було виправдано тісною співпрацею з Люксембургом у сфері енергопостачання та політики безпеки, тому таке рішення було виграшним для захисту населення Німеччини.

## Інформація про реактори
| Реактор    | Тип реактора | Продуктивність | Продуктивність | Початок будівництва                    | Підключення до мережі                  | Введення в експлуатацію                | Закриття                               |
| Реактор    | Тип реактора | Нетто          | Брутто         | Початок будівництва                    | Підключення до мережі                  | Введення в експлуатацію                | Закриття                               |
| ---------- | ------------ | -------------- | -------------- | -------------------------------------- | -------------------------------------- | -------------------------------------- | -------------------------------------- |
| Ремершен-1 | B&W-205      | 1247 МВт       | 1330 МВт       | Планування припинилося після 1979 року | Планування припинилося після 1979 року | Планування припинилося після 1979 року | Планування припинилося після 1979 року |